# Chuchelná

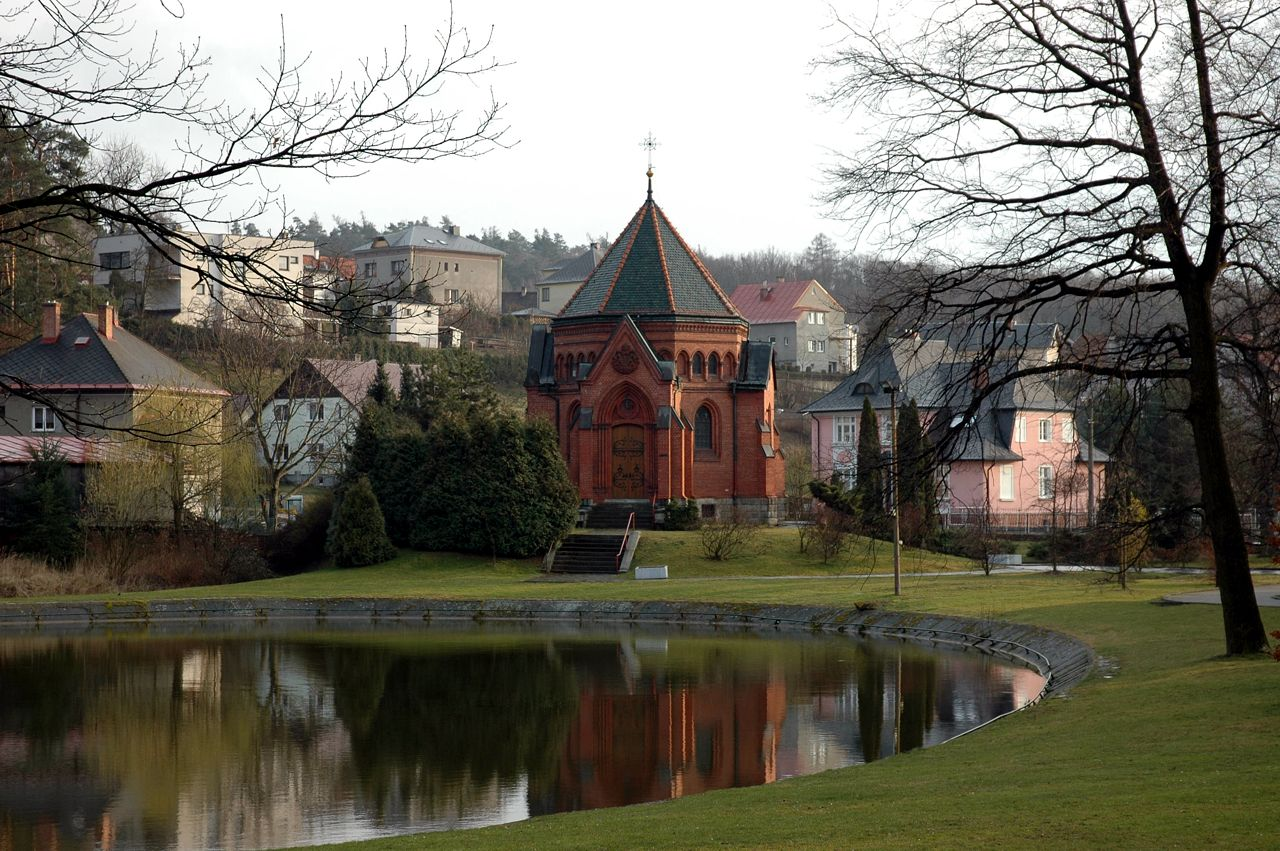
Chuchelná

Chuchelná (deutsch Kuchelna) ist eine Gemeinde im Okres Opava in Tschechien. Sie liegt 16 Kilometer nordöstlich des Stadtzentrums von Opava an der Landesgrenze zu Polen.

## Geographie
Das Straßendorf Chuchelná befindet sich im Tal des Baches Zbojnička/Grabia in der Hlučínská pahorkatina (Hultschiner Hügelland). Durch das Dorf führt die Staatsstraße II/466 von Rohov (Rohow) nach Píšť (Sandau), von der im Ort der Anschluss zur polnischen Woiwodschaftsstraße 917 nach Racibórz (Ratibor) abzweigt. Am westlichen Ortsrand endet die Bahnstrecke Chuchelná–Opava. Im Norden und Osten verläuft die Staatsgrenze zu Polen. Südlich erhebt sich der Lysý vrch (Ostrahura, 296 m n.m.). Gegen Osten und Süden erstreckt der Chuchelenský les (Kuchelnaer Forst).
Nachbarorte sind Kranowitz im Norden, Borucin im Nordosten, Píšť im Osten, Bělá im Südosten, Borová und Bolatice im Süden, Albertovec im Südwesten, Kobeřice im Westen sowie Strahovice im Nordwesten.

## Geschichte
Die erste urkundliche Erwähnung erfolgte 1349 unter dem Namen Magna Chuchelna im Troppauer Stadtbuch, als das im Herzogtum Troppau gelegene Dorf zur Leistung des Brückenkorns – einer Naturalienabgabe für die Unterhaltung der städtischen Brücken und Wege – verpflichtet wurde. Zugleich wurde darin auch das Dorf Parva Chuchel genannt, das sich nördlich von Chuchelná auf den heutigen Fluren von Kranowitz befand und vor 1473 erlosch. Magna Chuchelna gehörte in der zweiten Hälfte des 14. Jahrhunderts zu den Borutiner Gütern. Bei der Teilung des Herzogtums Troppau wurde 1377 auch die aus den Dörfern Borutin (Borucin), Woinowitz (Wojnowice), Bladen, Groß Kucheln (Chuchelná) und Klein Kucheln bestehende Herrschaft Borutin geteilt. Chuchelná blieb beim Troppauer Herzogtum.
Zu Beginn des 15. Jahrhunderts wurde Chuchelná von Borutin losgelöst und bildete ein selbständiges Gut, dessen Besitzer ab 1429 das Geschlecht Břízek war. Ihnen folgten zum Ende des 15. Jahrhunderts die Šamařovský von Rohov. 1608 kaufte Bernhard Lichnowsky von Woschütz Chuchelná zusammen mit Strahovice für 14.500 Taler von Václav Šamařovský von Rohov.
Nach dem Ersten Schlesischen Krieg kam Kuchelna 1742 zu Preußen und gehörte ab 1818 zum Kreis Leobschütz. Nach der Neugliederung der Verwaltungsstrukturen in Preußen gehörte der Ort von 1816 bis 1920 zum Landkreis Ratibor. 1891 begann der von Karl Max Fürst Lichnowsky erkämpfte Bau einer Eisenbahn zwischen Ratibor und Troppau, auf der am 20. Oktober 1895 der erste Zug fuhr. 1908 gründete Karl Max Fürst Lichnowsky eine Leinenfabrik.
Nach dem Versailler Vertrag kam Kuchelna am 10. Januar 1920 zur Tschechoslowakei.
Zwischen 1921 und 1922 entstand die Kirche der Kreuzerhöhung. Im Münchner Abkommen wurde das Hultschiner Ländchen 1938 wieder dem Deutschen Reich zugesprochen. Zwischen 1939 und 1945 gehörte der Ort erneut zum Landkreis Ratibor. Im Zweiten Weltkrieg wurde die Kirche zerstört. Nach Kriegsende kam Chuchelná zur Tschechoslowakei zurück. 1945 wurde die Familie Lichnowsky enteignet und 1952 das Schloss zu einer Rehabilitationseinrichtung umgenutzt. 1996 erfolgte die Weihe der neuen Kirche. Die Eisenbahnstrecke wurde nach Kriegsende zwischen Kranowitz und Chuchelná stillgelegt.

## Ortsgliederung
Für die Gemeinde Chuchelná sind keine Ortsteile ausgewiesen. Grundsiedlungseinheiten sind Chuchelná (Kuchelna) und Resta (Hay).
Das Gemeindegebiet bildet einen Katastralbezirk.

## Partnergemeinden
- Chuchelna, Tschechien
- Krzanowice, Polen

## Sehenswürdigkeiten
- Grabkapelle der Fürsten Lichnowsky, letzte Ruhestätte von Karl Max Fürst Lichnowsky und Marie Prinzessin von Croÿ
- Kreuzerhöhungskirche, 1996 geweiht
- Schloss Chuchelná, heute Rehabilitationseinrichtung
- Nischenkapelle der Jungfrau Maria, zwischen Kirche und Grabkapelle